# چارلی آلن (بازیکن فوتبال، زاده ۱۹۹۲)
چارلی آلن (انگلیسی: Charlie Allen؛ زادهٔ ۲۴ مارس ۱۹۹۲) بازیکن فوتبال اهل بریتانیا است.
از باشگاه‌هایی که در آن بازی کرده‌است می‌توان به باشگاه فوتبال مارگیت، باشگاه فوتبال گیلینگام، باشگاه فوتبال فارن‌بورو، باشگاه فوتبال تاموورث، باشگاه فوتبال بیلریکای، و باشگاه فوتبال نوتس کانتی اشاره کرد.